# 홀수와 짝수

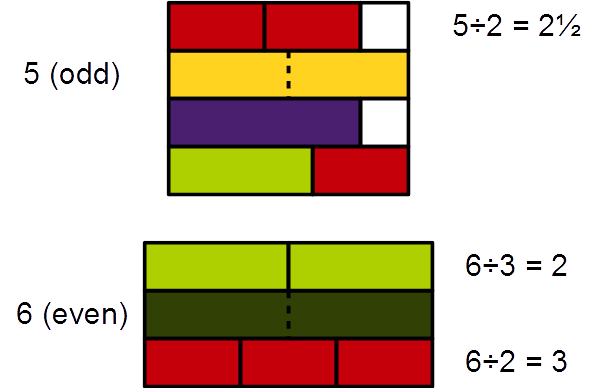

수론에서 짝수(-數, 영어: even number)는 2로 나누어 떨어지는 정수이다. 홀수(-數, 영어: odd number)는 2로 나누어 떨어지지 않는 정수이다. 즉, 짝수는 2, 4, 6, 8, 10, ...과 같이 둘씩 세었을 때 남는 수가 없으며, 홀수는 1, 3, 5, 7, 9, ...와 같이 둘씩 세었을 때 1이 남는다,

## 정의
위에서 말했듯, 홀수는 2의 배수가 아닌 정수이다. 다음 정의들은 각각 이와 뜻하는 바가 같다.
- 홀수는 {\displaystyle n=2k+1}인 {\displaystyle k\in \mathbb {Z} }가 존재하는 {\displaystyle n\in \mathbb {Z} }이다.
- 홀수는 {\displaystyle n\equiv 1{\pmod {2}}}를 만족시키는 {\displaystyle n\in \mathbb {Z} }이다.
- 홀수는 {\displaystyle 2\mathbb {Z} +1}의 원소이다.

마찬가지로, 짝수는 2의 배수인 정수이다. 다음 정의들은 각각 이와 뜻하는 바가 같다.
- 짝수는 {\displaystyle n=2k}인 {\displaystyle k\in \mathbb {Z} }가 존재하는 {\displaystyle n\in \mathbb {Z} }이다.
- 짝수는 {\displaystyle n\equiv 0{\pmod {2}}}를 만족시키는 {\displaystyle n\in \mathbb {Z} }이다.
- 짝수는 {\displaystyle 2\mathbb {Z} }의 원소이다.

정수가 홀수인지 짝수인지에 대한 성질을 홀짝성(-性, 영어: parity 패리티[*])이라고 한다.

## 예
49는 홀수이다. 49 = 2 × 24 + 1이기 때문이다. 128은 짝수이다. 128 = 2 × 64이기 때문이다. 비슷하게, 음수인 -49는 홀수이며, -128은 짝수이다. 0은 짝수이다.
양의 홀수 전체의 수열은 다음과 같다.
1, 3, 5, 7, 9, 11, 13, 15, 17, 19, 21, 23, ... (OEIS의 수열 A005408)
음이 아닌 짝수 전체의 수열은 다음과 같다.
0, 2, 4, 6, 8, 10, 12, 14, 16, 18, 20, 22, ... (OEIS의 수열 A005843)
홀수의 집합은 다음과 같다.
{\displaystyle 2\mathbb {Z} +1=\{2n+1\colon n\in \mathbb {Z} \}}
양의 홀수의 집합은 다음과 같다.
{\displaystyle 2\mathbb {Z} _{\geq 0}+1=\{2n+1\colon n\in \mathbb {Z} _{\geq 0}\}=2\mathbb {Z} _{>0}-1=\{2n-1\colon n\in \mathbb {Z} _{>0}\}}
짝수의 집합은 다음과 같다.
{\displaystyle 2\mathbb {Z} =\{2n\colon n\in \mathbb {Z} \}}
음이 아닌 짝수의 집합은 다음과 같다.
{\displaystyle 2\mathbb {Z} _{\geq 0}=\{2n\colon n\in \mathbb {Z} _{\geq 0}\}}

## 성질
두 홀수나 두 짝수의 합은 항상 짝수이며, 홀수와 짝수의 합 및 짝수와 홀수의 합은 항상 홀수이다. 즉,
- 홀수 + 홀수 = 짝수
- 홀수 + 짝수 = 홀수
- 짝수 + 홀수 = 홀수
- 짝수 + 짝수 = 짝수

증명:
n, m이 정수일 때,
1. 두 홀수 2n+1, 2m+1에 대하여
n+m+1 역시 정수이므로 2(n+m+1)은 짝수이다.
∴ 홀수 + 홀수 = 짝수
2. 홀수 2n+1, 짝수 2m에 대하여
n+m 역시 정수이므로 2(n+m)+1은 홀수이다.
∴ 홀수 + 짝수 = 홀수
→ 덧셈은 교환법칙이 성립되므로 '짝수 + 홀수'역시 홀수이다.
3. 두 짝수 2n, 2m에 대하여
n+m 역시 정수이므로 2(n+m)은 짝수이다.
∴ 짝수 + 짝수 = 짝수
두 홀수의 곱은 홀수, 두 짝수의 곱은 짝수, 홀수와 짝수의 곱 및 짝수와 홀수의 곱은 짝수이다. 즉,
- 홀수 × 홀수 = 홀수
- 홀수 × 짝수 = 짝수
- 짝수 × 홀수 = 짝수
- 짝수 × 짝수 = 짝수

증명:
(증명) n, m이 정수일 때,
1. 두 홀수 2n+1, 2m+1에 대하여
2mn+n+m 역시 정수이므로 2(2mn+n+m)+1은 홀수이다.
∴ 홀수 × 홀수 = 홀수
2. 홀수 2n+1, 짝수 2m에 대하여
2mn+m 역시 정수이므로 2(2mn+m)은 짝수이다.
∴ 홀수 × 짝수 = 짝수
→ 곱셈은 교환법칙이 성립되므로 '짝수×홀수'역시 짝수이다.
3. 두 짝수 2n, 2m에 대하여
2mn 역시 정수이므로 2(2mn)은 짝수이다.
∴ 짝수 × 짝수 = 짝수
특히, 다음과 같은 성질들이 성립한다.
- 연속된 두 정수는 항상 하나는 짝수, 하나는 홀수이다.
- 연속된 두 정수의 합은 홀수이다.
- 연속된 두 정수의 곱은 짝수이다.
- 짝수는 덧셈과 곱셈에 대하여 닫혀있다. 또한, 짝수는 정수의 유사환 아이디얼을 이루며, 그에 대한 몫환은 크기가 2인 체를 이룬다.

어떤 정수가 홀수인지 짝수인지 다음과 같이 판정할 수 있다.
- 어떤 정수의 십진법 전개의 일의 자리 수가 짝수(0, 2, 4, 6, 8)라면, 그 정수는 짝수이다.
- 어떤 정수의 십진법 전개의 일의 자리 수가 홀수(1, 3, 5, 7, 9)라면, 그 정수는 홀수이다.
- 홀수의 약수는 항상 홀수이다.
- 짝수의 배수는 항상 짝수이다.
- 2를 제외한 소수는 항상 홀수이다.

## 응용
숫자들의 묶음을 통신수단을 통해 전송할 때, 가장 원시적인 확인 방법은 수의 합이 홀수인지 짝수인지를 구별하는 것이다.

## 같이 보기
- 홀함수와 짝함수
- 홀치환과 짝치환
- 0의 홀짝성